# Daniel Mkandawire
Daniel Mkandawire (ur. 26 grudnia 1951) – malawijski lekkoatleta, skoczek wzwyż i trójskoczek.
Podczas igrzysk olimpijskich w Monachium (1972) z wynikiem 1,90 zajął 36. miejsce w eliminacjach skoku wzwyż i nie awansował do finału.

## Rekordy życiowe
- Skok wzwyż – 2,00 (1972)
- Trójskok – 14,30 (1970) rekord Malawi[1]